# Physidae
Physidae is een familie van weekdieren uit de klasse van de Gastropoda (slakken).

## Taxonomie
De volgende taxa zijn bij de familie ingedeeld:
- Onderfamilie Physinae Fitzinger, 1833
  - Tribus Physini Fitzinger, 1833
    - Geslacht Beringophysa Starobogatov & Budnikova, 1976[4]
      - Beringophysa jennessi (Dall, 1917)

    - Geslacht Laurentiphysa Taylor, 2003[2]
    - Geslacht Physa Draparnaud, 1801 - typegeslacht van de familie Physidae[1]

  - Tribus Haitiini D. W. Taylor, 2003
    - Geslacht Haitia Clench & Aguayo, 1932 - typegeslacht van de tribus Haitiini[1]

  - Tribus Physellini D. W. Taylor, 2003
    - Geslacht Archiphysa Taylor, 2003[2]
    - Geslacht Chiapaphysa Taylor, 2003[2]
    - Geslacht Petrophysa Pilsbry, 1926 - 
    - Geslacht Physella Haldemann, 1843 - typegeslacht van de tribus Physellini[1]
    - Geslacht Ultraphysella Taylor, 2003[2]
    - Geslacht Utahphysa Taylor, 2003[2]
- Onderfamilie Aplexinae Starobogatov, 1967
  - Tribus Aplexini Starobogatov, 1967
    - Geslacht Amuraplexa Starobotatov, Prozorova & Zatravkin, 1989
    - Geslacht Aplexa Fleming, 1820 - typegeslacht van de onderfamilie Aplexinae[1]
    - Geslacht Paraplexa Starobogatov, 1989
    - Geslacht Sibirenauta Starobogatov & Streletzkaja, 1967

  - Tribus Amecanautini D. W. Taylor, 2003
    - Geslacht Amecanauta D. W. Taylor, 2003 - typegeslacht van de tribus Amecanautini[1]
    - Geslacht Mayabina Taylor, 2003[2]
    - Geslacht Mexinauta Taylor, 2003[2]
    - Geslacht Tropinauta Taylor, 2003[2]

  - Tribus Austrinautini D. W. Taylor, 2003
    - Geslacht Austrinauta D. W. Taylor, 2003 - typegeslacht van de tribus Austrinautini[1]
    - Geslacht Caribnauta Taylor, 2003[2]

  - Tribus Stenophysini D. W. Taylor, 2003
    - Geslacht Afrophysa Starobogatov, 1967
    - Geslacht Stenophysa von Martens, 1898 - typegeslacht van de tribus Stenophysini[1]

## Taxonomie volgens WoRMS
- Aplexa Fleming, 1820
- Archiphysa D. W. Taylor, 2003
- Physa Draparnaud, 1801
- Physella Haldeman, 1842